# Free Amazons of Darkover
Free Amazons of Darkover este o antologie de povestiri științifico-fantastice (de fantezie științifică) care a fost editată de scriitoarea americană Marion Zimmer Bradley. 
Povestirile fac parte din Seria Darkover care are loc pe planeta fictivă Darkover din sistemul stelar fictiv al unei gigante roșii denumită Cottman. Planeta este dominată de ghețari care acoperă cea mai mare parte a suprafeței sale. Zona locuibilă se află la doar câteva grade nord de ecuator.
Cartea a fost publicată pentru prima dată de DAW Books (nr. 657) în decembrie 1985.

## Cuprins
- Introducere: About Amazons, de Marion Zimmer Bradley
- "The Oath of the Free Amazons", de Walter Breen
- "The Legend of Lady Bruna", de Marion Zimmer Bradley
- "Cast Off Your Chains", de Margaret Silvestri
- "The Banshee", de Sherry Kramer
- "On the Trail", de Barbara Armistead
- "To Open a Door", de P. Alexandra Riggs
- "The Meeting", de Nina Boal
- "The Mother Quest", de Diana L. Paxson
- "Child of the Heart", de Elisabeth Waters
- "Midwife", de Deborah Wheeler
- "Recruits", de Maureen Shannon
- "A Different Kind of Courage", de Mercedes R. Lackey
- "Knives", de Marion Zimmer Bradley
- "Tactics", de Jane M. H. Bigelow
- "This One Time", de Joan Marie Verba
- "Her Own Blood", de Margaret L. Carter
- "The Camel’s Nose", de Susan Holtzer
- "Girls Will Be Girls", de Patricia Shaw-Mathews
- "Growing Pains", de Susan M. Shwartz
- "Oath of the Free Amazons: Terran, Techno Period", de Jaida n’ha Sandra